# Jerzy Dowkontt

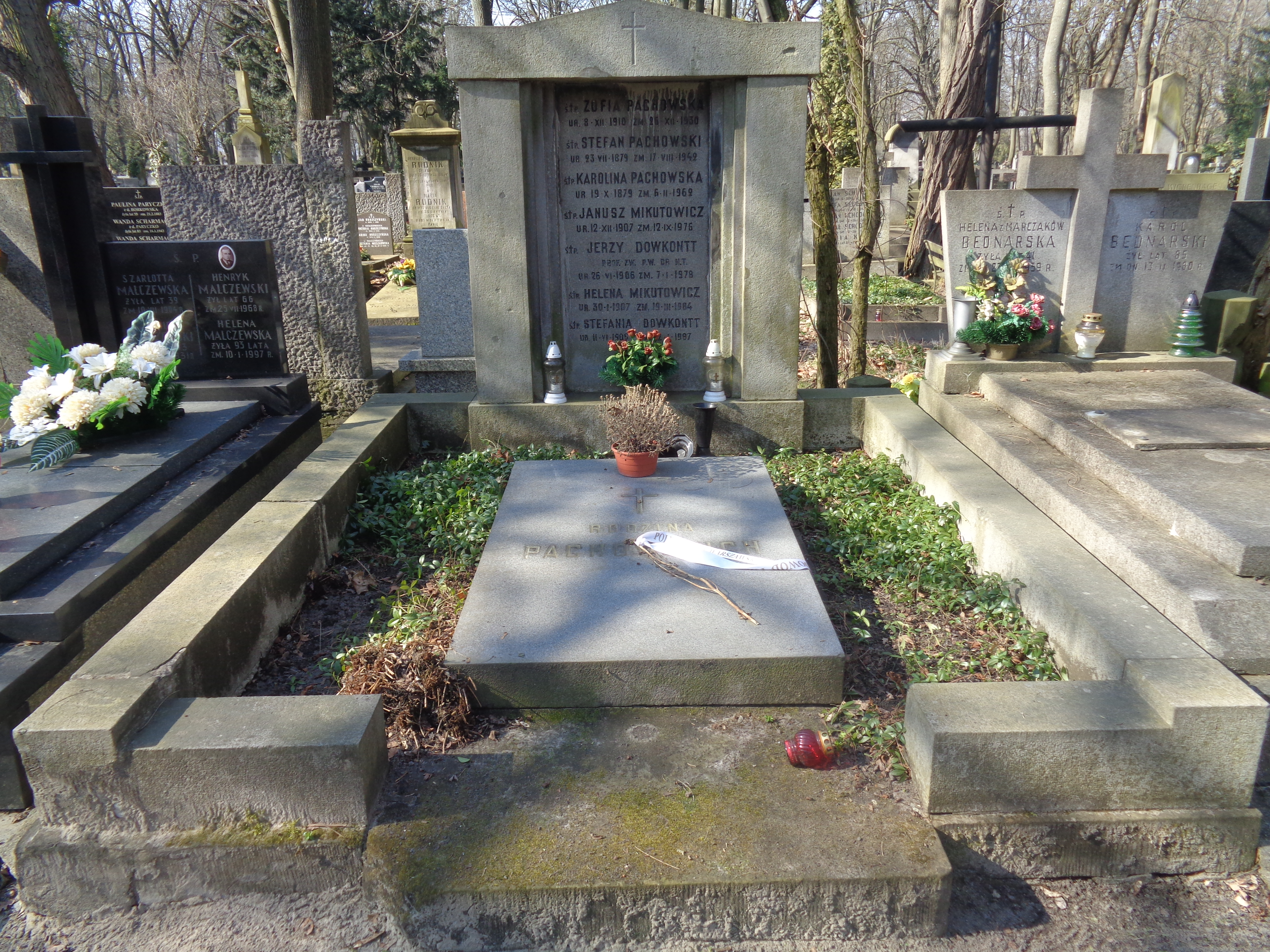
Nagrobek Jerzego Dowkontta na cmentarzu Powązkowskim

Jerzy Bohdan Dowkontt (ur. 26 czerwca 1906 w Warszawie, zm. 7 stycznia 1978 tamże) – polski inżynier, konstruktor, profesor Politechniki Łódzkiej i Politechniki Warszawskiej.

## Życiorys
Był synem Andrzeja Franciszka Dowkontta, inżyniera technologa, i Heleny Anny z domu Rekosz (1880–1956), córki litewskiego przemysłowca Mikołaja Franciszka Rekosza (Mikalojus Pranciškus Rekošas). Studiował matematykę na Uniwersytecie w Rzymie, po czym kontynuował studia na Politechnice Warszawskiej, gdzie w 1935 roku uzyskał dyplom inżyniera mechanika. Następnie do wybuchu II wojny światowej pracował jako konstruktor w Państwowych Zakładach Inżynierii, pracując jednocześnie w Katedrze Termodynamiki Politechniki Warszawskiej w Laboratorium Maszyn Cieplnych na stanowisku asystenta. W maju 1939 uzyskał stopień doktora za pracę: „O obiegach silników wybuchowych – zdławionym i zmiennosuwowym”, której promotorem był prof. Bohdan Stefanowski. Po zakończeniu kampanii wrześniowej był wykładowcą w Szkole Technicznej na Antokolu w Wilnie do 1940 roku. W 1941 roku powrócił do Warszawy i podjął pracę w fabryce „Perkun” jako konstruktor silników. Był współtwórcą prototypu silnika wysokoprężnego, z którego wywodzi się rodzina przenośnych silników przemysłowych S60-S64, produkowanych w Polsce po wojnie.
Z początkiem roku akademickiego 1945/46 objął Katedrę Silników Samochodowych i Lotniczych w Politechnice Łódzkiej. W maju 1946 otrzymał mianowanie na profesora nadzwyczajnego. Obok pracy w Uczelni rozwinął w Łodzi intensywną działalność naukową i organizacyjną na rzecz przemysłu. Był współtwórcą Zakładów Włókien Sztucznych w Gorzowie i w Jeleniej Górze. Był także kierownikiem Centralnego Biura Technicznego Przemysłu Maszyn Włókienniczych.
W 1953 roku został powołany na stanowisko kierownika Katedry Silników i Pojazdów Mechanicznych na Politechnice Warszawskiej. W 1964 roku otrzymał mianowanie na profesora zwyczajnego.
W latach 1960–1961 pełnił funkcję dziekana wydziału Samochodów i Maszyn Roboczych (ówcześnie Maszyn Roboczych i Pojazdów) Politechniki Warszawskiej.
Był autorem kilku książek m.in. „Teoria Maszyn Cieplnych” oraz „Teoria silników cieplnych”, a także skryptów i publikacji. Był konstruktorem m.in. 8-cylindrowego silnika widlastego o mocy 95 KM do samochodu Lux-Sport (wspólnie z Janem Wernerem). Wypromował 19 doktorów.
W 1933 ożenił się ze Stefanią Mirosławą z domu Pachowską (1905–1987). 24 grudnia 1935 urodziła się ich córka Anna Ewa, lekarz, zaś 12 września 1937 syn Gerard Andrzej, m.in. wykładowca WAT w Warszawie.
Zmarł w Warszawie, pochowany na cmentarzu Powązkowskim (kwatera 275-1-14,15).

## Wybrane publikacje
- J. Dowkontt: Kiedy pisać kG, a kiedy kg?, Zeszyty Naukowe Politechniki Łódzkiej, Nr 1, Mechanika, 1954, s. 60–62.
- J. Dowkontt, J. Młodziński, B. Staniszewski: Teoria maszyn cieplnych, Warszawa, 1956.
- J. Dowkontt: O polu elektromechanicznym, Zeszyty Naukowe Politechniki Warszawskiej, Nr 45, Mechanika nr 6, Warszawa, 1960, s. 73–90.
- J. Dowkontt: Termomechanika, Zeszyty Naukowe Politechniki Warszawskiej, Nr 64, Mechanika nr 8, Warszawa, 1962, s. 5–75.
- J. Dowkontt: Teoria silników cieplnych, Wydawnictwa Komunikacji i Łączności, Warszawa, 1962, 1973.
- J. Dowkontt, J. Rutkowski: Termodynamika techniczna, Warszawa, 1974.

### Wybrane przekłady
- A.G. Iwachnienko: Cybernetyka techniczna, Państwowe Wydawnictwo Naukowe, Warszawa, 1962.Tablica upamiętniająca prof. Jerzego Dowkontta w budynku SiMR PW

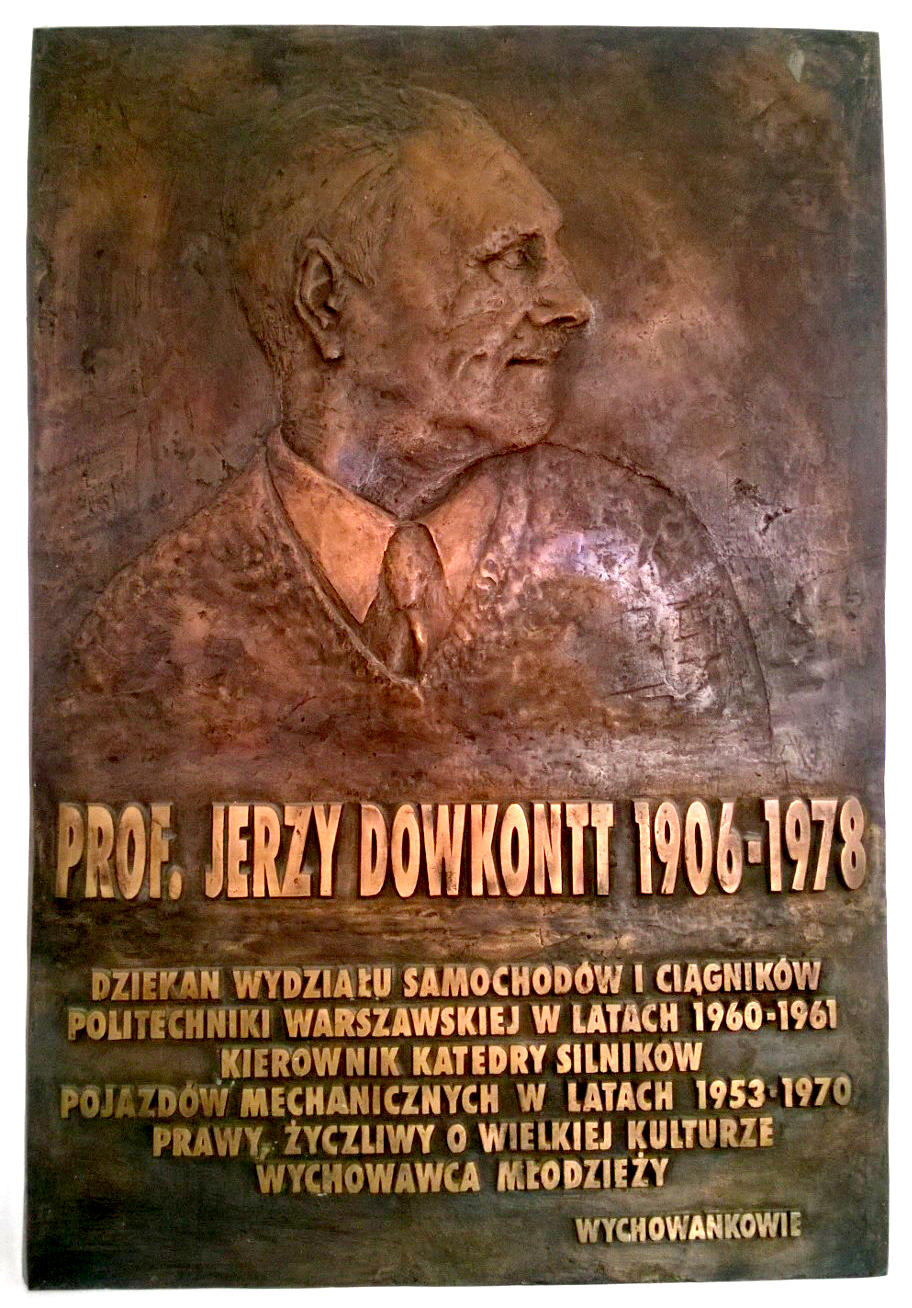
Tablica upamiętniająca prof. Jerzego Dowkontta w budynku SiMR PW

## Ordery i odznaczenia
- Krzyż Oficerski Orderu Odrodzenia Polski
- Krzyż Kawalerski Orderu Odrodzenia Polski (1947)[3]
- Medal 10-lecia Polski Ludowej (19 stycznia 1955)[4]

## Upamiętnienie
Imię Prof. Jerzego Dowkontta zostało nadane jednej z sal wykładowych (nr 2.19) w budynku Wydziału Samochodów i Maszyn Roboczych Politechniki Warszawskiej przy ul. Narbutta 84 w Warszawie.